# Baltario
Baltario va ser un religiós del regne de Lleó, bisbe de Tui aproximadament entre els anys 948 i 951.
Segons Enrique Flórez, el nom Baltario és comú en diversos documents de l'època, però la seva freqüència fa difícil saber quin era el religiós que va ascendir a la seu de Tui. En tot cas, Baltario presidia la diòcesi de Tui almenys des de l'any 949, segons consta la seva assistència a un concili a la ciutat de Lleó, en presència del rei Ramir II de Lleó, i a la qual van anar gairebé tots els bisbes del regne; apareix com un dels seus confirmants, amb la fórmula: Sub Xpsi nomine Baltarius Dei gra. Eps. Tudensis Sedis, Scripsit, confirmat locum S. Marie in Legione. Segons Prudencio de Sandoval, Baltario encara apareix en un document del 953, però no esmenta l'origen del document ni apareix la seu del confirmant; a més, aleshores qui ocupava la seu ja era Viliulfo.